# 내진

내진

내진(內陣, Choir)은 교회(성당) 건축에서 중심부로서 교차랑과 후진, 주보랑으로 둘러싸인 공간이다. 주로 내진에 성가대석과 제단이 놓인다. 후진을 포함한 의미를 가지기도 한다.
가대(歌臺)라고 불리기도 한다. 가대사제들이 이곳 가대에서 가대복을 입고 성무일도를 노래로 바친다.

## 같이 보기
- 신랑
- 측랑
- 익랑
- 교차랑
- 주보랑
- 제실
- 후진
- 배랑